# Steve Agee
Steven Agee né Steven Douglas Agee le 26 février 1969 à Riverside, Californie, est un acteur et écrivain américain connu pour son rôle de Steve Myron dans la série The Sarah Silverman Program de Comedy Central.

## Filmographie

### Acteur

#### Cinéma
- 2006 : Juste une fois! : Carl
- 2010 : Super : Comic Book Store Jerk
- 2011 : Angry White Man : Floyd
- 2011 : God Bless America : American Superstarz Crew Member
- 2011 : Our Footloose Remake : Reverend Shaw Moore
- 2012 : Hit & Run : Dude #1
- 2012 : The Polterguys : Man In Middle Seat
- 2013 : Dealin' with Idiots : Hezekiah
- 2013 : The Insomniac : Gun Dealer
- 2014 : Dark Was the Night : Foreman
- 2014 : Making the Rules : Rick the Repairman
- 2014 : Me : Steve
- 2015 : Amigo Undead : Norm Ostrowski
- 2015 : Dementia : Larry
- 2015 : The Hive : Kevin
- 2016 : Rebirth : Ray
- 2017 : Boy Band
- 2017 : Different Flowers : Ford
- 2017 : Heartland : JD
- 2017 : Les Gardiens de la Galaxie Vol. 2 : Gef
- 2018 : Can't Have You : Mitch
- 2018 : Hipsters, Gangsters, Aliens and Geeks
- 2019 : Brightburn : L'Enfant du mal (Brightburn) de David Yarovesky
- 2021 : The Suicide Squad de James Gunn : King Shark (sur le plateau) et John Economos
- 2021 : Violet de Justine Bateman : Boris
- 2023 : Shazam! La Rage des Dieux de David F. Sandberg : John Economos (caméo, scène inter-générique)

#### Courts-métrages
- 2007 : The Carebears : (voix)
- 2009 : Match.com Commercial
- 2010 : Human Centipede Anonymous
- 2011 : A Great Catch
- 2012 : Charlie's 34th Birthday
- 2012 : White Man's D!#K with Susan Sarandon
- 2014 : America's Next Sick F*Ck
- 2014 : Hardball Canada
- 2014 : Leonard in Slow Motion
- 2014 : Manly
- 2015 : Bummed
- 2015 : The Soft Parade
- 2016 : Maid of Heaven
- 2017 : Five Minutes

#### Télévision

##### Séries télévisées
- 2003 : Computerman : Luddite
- 2003 : Kicked in the Nuts! : Man on the Street
- 2003 : Second Time Around : Steve
- 2004 : Who's Teaching Whom? : Fogbeard
- 2005 : Dick Richards: Private Dick : Super Zombie
- 2005 : Rock Gods of Rock : Grandfather
- 2005-2010 : Yacht Rock : Steve Porcaro / Papa Moroder
- 2006 : Chad Vader: Day Shift Manager : Star Wars Nerd
- 2006 : Exposure : Rejectee
- 2006 : Phone Sexxers : Ivan
- 2006 : Pretty President : Justice Richard Johnson
- 2007 : Cautionary Tales of Swords : Carlton Hughes
- 2007 : ChooseYourOwnSelectAVision.TV : Docteur Asshole Regeneration
- 2007 : Derek and Simon: The Show : Ticketless Giant
- 2007 : Reporters : Sad King
- 2007 : Videogame Theater : Hobo
- 2007 : Wainy Days : Trevor
- 2007-2008 : The Sarah Silverman Program: Animated Webisodes : Steve Myron / Cop
- 2007-2010 : The Sarah Silverman Program. : Steve Myron
- 2008 : Drunk History : Docteur
- 2008 : Kitten vs. Newborn : Doom
- 2008 : Return to Supermans : Hulk Man
- 2008 : The Bed & Breakfast Club : Doug
- 2008 : UCB Comedy Originals
- 2009 : Channy Awards : Capitaine 101
- 2009 : The Quitter Show : Pat Willows
- 2010 : Accidentally on Purpose : Ian
- 2010 : The Suits : Ceaser
- 2010-2013 : Childrens Hospital : Terry / Lollipop Salesman
- 2011 : Bob's Burgers : Glitter
- 2011 : Death Valley : Porn Director
- 2011 : Pretend Time : Customer
- 2011 : The Back Room : Burrito
- 2011-2013 : TV Guide Letter Theater : Guy who LOVES Downton Abbey / Guy who watches Good Wife
- 2011-2016 : Adventure Time avec Finn et Jake : Ancient Psychic Tandem War Elephant / Science Cat / Ash / ...
- 2012 : Happy Endings : Chad
- 2012 : Murderbot Productions
- 2012 : The League : Piano Store Guy
- 2012-2015 : Car-Jumper : Car-Jumper / C.J. / CJ
- 2012-2016 : 2 Broke Girls : Infirmier / Tig
- 2013 : Film Pigs : Best Boy / Lui-même - Invité Présentateur
- 2013 : The Cleveland Show
- 2013 : You're Whole : Lonny Dibbs
- 2013-2017 : New Girl : Outside Dave / Judge Pasqual
- 2014 : American Viral : Dr. Giggles
- 2014 : DVK: Starring Daniel Van Kirk : Bob
- 2014 : Garfunkel and Oates : Toy Store Cashier
- 2014 : Rick et Morty : Giant / Restaurant Owner
- 2014-2015 : Community : Deejay / David
- 2014-2017 : You're the Worst : Dutch / Pizza Delivery Guy
- 2015 : A to Z : Lewis
- 2015 : Comedy Bang! Bang! : Donald
- 2015 : Maron : Steve Agee
- 2015 : Pixelheads : Various characters (2015) (voix)
- 2015-2016 : Questionable Science : Steve
- 2015-2016 : Regular Show : Corny / Cowboy / Zaxon
- 2016 : American Dad!
- 2016 : D-Sides : Steve
- 2016 : Modern Family : Tommy
- 2016 : Pitch Off with Doug Benson : Invité
- 2016 : Slumber Party
- 2016-2017 : Superstore : Isaac
- 2017 : American Housewife : Don
- 2017 : Crashing : Steve Agee
- 2017 : Sidekick with Matt Mira : Invité Présentateur
- 2017 : Speechless : Lunch Man
- 2019 : Le Monde magique de Reggie : Big Deal
- Date inconnue : Door No. 1
- 2022 : Peacemaker : John Economos
- 2024 : Creature Commandos : John Economos (voix)

##### Téléfilms
- 2000 : The Bogus Witch Project
- 2003 : Cyberslut Killers in the Hollywood Hills : Arty Smart
- 2003 : The White Mammy : Floyd Patterson
- 2004 : Aquapals : AquaSteve
- 2005 : Samson and Delilah : Pharoah
- 2006 : My Husband the Pegasus : Osiron the Elder (voix)
- 2006 : The Ghostevator : Steve
- 2007 : Bedroom : Floor (voix)
- 2007 : Mega Bitch Meltdown : Vampire St. Eve
- 2008 : Held Up : Homeless Man
- 2014 : In Search of Miracle Man : Dorky White Guy
- 2015 : Twelve Forever : Big Deal / Mack / Beefhouse (voix)
- 2016 : Mr. Neighbor's House : Demon
- 2016 : Untitled Sarah Silverman Project : Mophes

### Réalisateur

#### Courts-métrages
- 2009 : Fulcher Rapping
- 2010 : Whip It: Deleted Scene

#### Télévision

##### Séries télévisées
- 2005-2009 : Channy Awards

##### Téléfilms
- 2000 : The Bogus Witch Project
- 2003 : Cyberslut Killers in the Hollywood Hills
- 2003 : The White Mammy
- 2004 : Aquapals

### Producteur

#### Télévision

##### Séries télévisées
- 2010 : The Suits
- 2011-2012 : Ridiculousness

##### Téléfilms
- 2000 : The Bogus Witch Project
- 2003 : Cyberslut Killers in the Hollywood Hills
- 2003 : The White Mammy
- 2004 : Aquapals

### Scénariste

#### Courts-métrages
- 2009 : Fulcher Rapping
- 2010 : Whip It: Deleted Scene

#### Télévision

##### Séries télévisées
- 2005-2008 : Jimmy Kimmel Live!
- 2007-2009 : Channy Awards

##### Téléfilms
- 2003 : Cyberslut Killers in the Hollywood Hills
- 2003 : The White Mammy
- 2004 : Aquapals